# 湖州师范学院
 湖州师范学院是一所位于中国浙江省湖州市的一所公立全日制师范类本科高等学校。

## 历史沿革
湖州师范学院的办学历史可追溯至1916年成立的钱塘道第三联合县立师范讲习所。1958年，中共嘉兴地委在讲习所上成立了湖州师范专科学校，开始提供高等教育机会，期间该校曾先后易名为嘉兴师范学院、浙江师范学院湖州分校、嘉兴师范专科学校，1983年恢复湖州师范专科学校建制。1994年，该校开始招收本科生。1999年，中华人民共和国教育部批准原湖州师范专科学校、湖州师范学校和湖州教师进修学院合并成立本科层次的湖州师范学院。2000年，湖州卫生学校也并入湖州师范学院，组建了湖州师范学院医学院。2012年，湖州师范学院成为中国“国家特殊需求人才硕士培训高校”，开始招收硕士研究生。2018年，成为具有硕士学位授予权的高等院校。
2021年1月25日，经国家教育部批准，曾由湖州师范学院管理的独立学院湖州师范学院求真学院脱离该校管理，转设为独立建制的公办普通高等学校湖州学院，由浙江省人民政府主管。现今，湖州市人民政府正在支持湖州师范学院易名成为湖州师范大学。

## 校园环境
湖州师范专科学校成立伊始，校址位于原湖郡女子中学（今为湖州第一医院），其后，该校随着招生规模不断扩大，先后于校区建造了图书馆、实验室等设施。1995年8月，浙江省人民政府同意湖州师专在湖州城东学士路建造新校区，1997年7月1日全校迁入新校区，延续至今。截至2021年，该校总占地面积约为1560亩，校舍总面积达到56.9万平方米。校区内有长兴广场、安吉园、吴兴园、德清湖等景观。

## 学术研究

### 学科设置
在建校之初，湖州师范专科学校共设立文史科、数理科、生化科3个专业，1977年重新建立后，转而设立数学、物理、化学、体育4个专业，此后校内专业因招生规模扩大而不断增加。2021年，该校拥有54个本科专业以及硕士学位授予点16个。
| 教学单位名称 | 学科                                                                                 | 网页 |
| ------------ | ------------------------------------------------------------------------------------ | ---- |
| 经济管理学院 | 国际经济与贸易、电子商务、物流管理、财务管理、金融工程、行政管理、旅游管理、知识产权 | ※    |
| 马克思学院   | 思想政治教育                                                                         | ※    |
| 教师教育学院 | 教育技术、应用心理学、小学教育、学前教育                                             | ※    |
| 体育学院     | 体育教育                                                                             | ※    |
| 外国语学院   | 英文、商务英文、日文、俄文                                                           | ※    |
| 艺术学院     | 环境设计、视觉传达设计、产品设计、服装设计、美术（师范）、建筑学                     | ※    |
| 理学院       | 数学与应用数学、物理学、科学教育、新能源材料与器件、数据科学与大数据技术             | ※    |
| 信息工程学院 | 计算机科学与技术、物联网工程、电子信息工程、通信工程                                 | ※    |
| 工学院       | 机械设计制造及其自动化（师范）、机械电子工程、电气工程及其自动化、材料化学           | ※    |
| 生命科学学院 | 化学（师范）、生物工程、生物科学（师范）、制药工程、水产养殖                         | ※    |
| 医学院       | 护理学、口腔医学、临床医学                                                           | ※    |

#### 硕士学位授权学科
| 学科             | 学位类别               | 参考  |
| ---------------- | ---------------------- | ----- |
| 教育学           | 一级学科硕士、专业硕士 | [ 9 ] |
| 水产学           | 一级学科硕士           | [ 9 ] |
| 数学             | 一级学科硕士           | [ 8 ] |
| 计算机科学与技术 | 一级学科硕士           | [ 8 ] |
| 国际商务         | 专业硕士               | [ 8 ] |
| 体育             | 专业硕士               | [ 8 ] |
| 新闻与传播       | 专业硕士               | [ 8 ] |
| 机械学           | 专业硕士               | [ 8 ] |
| 能源动力         | 专业硕士               | [ 8 ] |
| 生物与医药       | 专业硕士               | [ 8 ] |
| 临床医学         | 专业硕士               | [ 8 ] |
| 旅游管理         | 专业硕士               | [ 8 ] |
| 护理学           | 专业硕士               | [ 9 ] |
| 工程学           | 专业硕士               | [ 9 ] |
| 艺术学           | 专业硕士               | [ 9 ] |

数学类学科为湖州师范学院的优势学科之一，该学科于2003年被浙江省教育厅确定为浙江省首批“重点建设专业”，2008年更被确定为第一类“国家特色专业”，2012年，中华人民共和国教育部确定该学科为全国高校“专业综合改革试点项目”之一。2012年，湖州师范学院的基础数学学科也被浙江省教育厅确定为省“高校重点学科”。

### 學術資源
湖州师范学院依托地理优势，建立了湖州市反垄断与反不正当竞争研究所暨公平竞争审查研究中心等科研机构。湖州师范学院亦积极开展蚕丝绸文化基地项目，以发扬蚕丝绸文化，编写了一些蚕丝绸文化教材并开设了相关通识教育课程。湖州师范学院也因此在2020年被中华人民共和国教育部确定为“优秀传统文化传承基地”。
《湖州师范学院学报》为湖州师范学院主管的综合性学术理论月刊，具有一定的师范性、地方性，并开设了“太湖文化研究”、“两山”专栏等特色专栏。
湖州师范学院的校图书馆又名“沈左尧图书馆”，其别称得名于曾捐赠该图书馆的美术家沈左尧。其新址于2005年建成，共有馆舍2座。至2022年，该馆有馆藏图书366万册，其中纸本图书达152万册。该馆还订阅有中国知网、万方数据、維普資訊、博图外文数据库、Proquest学位论文等多个数据库。并自建了湖州历史人物研究数据库、茅盾研究题名索引数据库等一些数据库。

## 校园文化

### 校训
湖州师范学院的校训是“明体达用”。

### 社团活动
湖州师范学院自2001年起开始举办“社团活动月”，此后校内的社团文化在学生族群中的影响力日益增强。截至2020年，湖州师范学院成立了理论学习、学术研究、兴趣爱好、公益服务型四大类社团共73个。此外，该校也通过礼仪文化年活动、体育节等活动，一定程度上丰富了学生的生活。

## 对外交流合作
进入21世纪，湖州师范学院积极加强与世界各国的学术交流及文化推广，2015年，该校在阿塞拜疆的阿塞拜疆语言大学设立了孔子学院。2017年，湖州师范学院与中国社会科学院等研究机构成立了跨文化研究中心，为该校师生与各国高等院校的交流奠定了基础；又与美国的北科罗拉多大学开展合作办学，二校合办的学前教育学科并纳入中国国家普通高等学校招生计划。该校还与美国奥本大学、加拿大魁北克大学、英国温彻斯特大学、意大利卡利亚里大学、德国维尔茨堡大学、白俄羅斯國立大學等外国高等院校签署了谅解备忘录，以在联合研究项目、教育项目、教师互派、学生互换、学分互认等领域加强合作。

## 引用
1. 1 2  湖州市府（2022年）
2. ↑  中国网（2021年）
3. 1 2  zjol（2012年）
4. ↑  发展规划（2021年）
5. ↑  教育在线（2022年）
6. ↑  zjol（2020年）
7. ↑  教育部（2021年）
8. 1 2 3 4 5 6 7 8 9 10 11  教育在线（2021年）
9. 1 2 3 4 5  zjol（2018年）
10. ↑  人民网（2022年）
11. ↑  湖州市府（2020年）
12. ↑  陈义报（2009年）
13. ↑  赵刚（2019年）
14. ↑  张微微等（2021年）
15. ↑  图书馆（2022年）
16. ↑  任泓一（2017年）
17. ↑  校训（2023年）
18. ↑  金竺蓉等（2020年）
19. ↑  金竺蓉1（2020年）
20. ↑  zjol（2017年）
21. ↑  胡迪辉（2014年）
22. ↑  阿通社（2018年）
23. ↑  侨网（2017年）
24. ↑  白通社（2022年）

## 外部連結
- 湖州师范学院 （页面存档备份，存于）